# Wohnhausanlage Troststraße 21–37

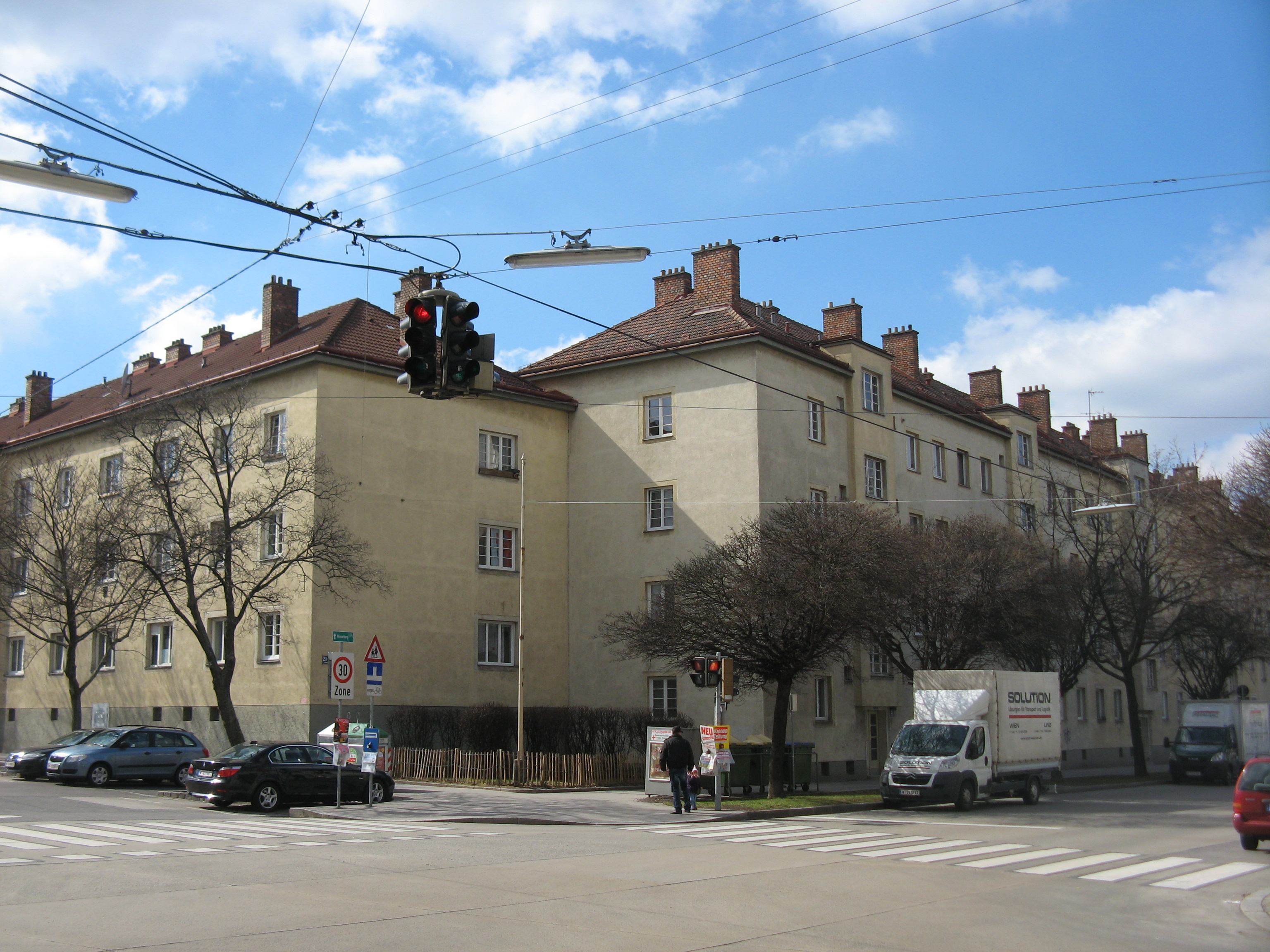
Ecke Troststraße/Ettenreichgasse

Die Wohnhausanlage Troststraße 21–37 im 10. Wiener Gemeindebezirk Favoriten, Bezirksteil Inzersdorf-Stadt, wurde 1939–1942 nach Plänen von Walter Pind errichtet. Sie umfasst 128 Wohnungen auf 15 Stiegen und ist ein Beispiel des sozialen Wohnbaus in der Zeit des Nationalsozialismus. Die Wohnhausanlage steht unter Denkmalschutz (Listeneintrag).

## Baugeschichte
Unter dem Bürgermeister Hermann Neubacher, der aus dem Bauressort kam, wurde die Errichtung von Volkswohnhäusern, Kasernen und Rüstungsbauten geplant. Den Kriegsnotwendigkeiten ab 1941 entsprechend, wurden jedoch hauptsächlich militärische Bauten ausgeführt – ein Beispiel sind die heute noch vorhandenen Flaktürme.
Die ursprünglich an der Südseite der Troststraße vorhandenen Kleingartenanlagen und Gärtnereien befanden sich zum Teil auf einem Areal der Waffenfabriksgesellschaft Steyr-Daimler-Puch. Dort entstand ab 1939 ein Wohnblock mit Kleinwohnungen (bis maximal ~55 m²). Im Keller wurden schon bei Baubeginn Luftschutzräume eingeplant, die erst 1958 zu Kellerabteilen für die Hausparteien umgewandelt wurden.
Während des Bombenkrieges wurden die Stiegen 6 und 7 durch einen Treffer zerstört und 1951 wieder hergestellt.

## Die Anlage
Die Anlage wird im Osten durch die Ettenreichgasse, im Norden durch die Troststraße und im Westen durch die Columbusgasse begrenzt. Im Süden schließen andere Wohnbauten an, getrennt durch Grünanlagen.
Der Bau ist ein nach Süden zu offenes Viereck mit einem kürzeren Westflügel und einem einzelstehenden Trakt im Innenhof. In diesem Trakt befinden sich die Stiegen 1–3 (Eingänge in den Innenhof an der Westseite), im Ostflügel die Stiegen 4–7 (Eingänge in den Innenhof), im Nordflügel an der Troststraße die Stiegen 8–14 (Eingänge sowohl zur Straße als auch zum Innenhof) und im Westflügel die Stiege 15 (Eingang zur Columbusgasse).

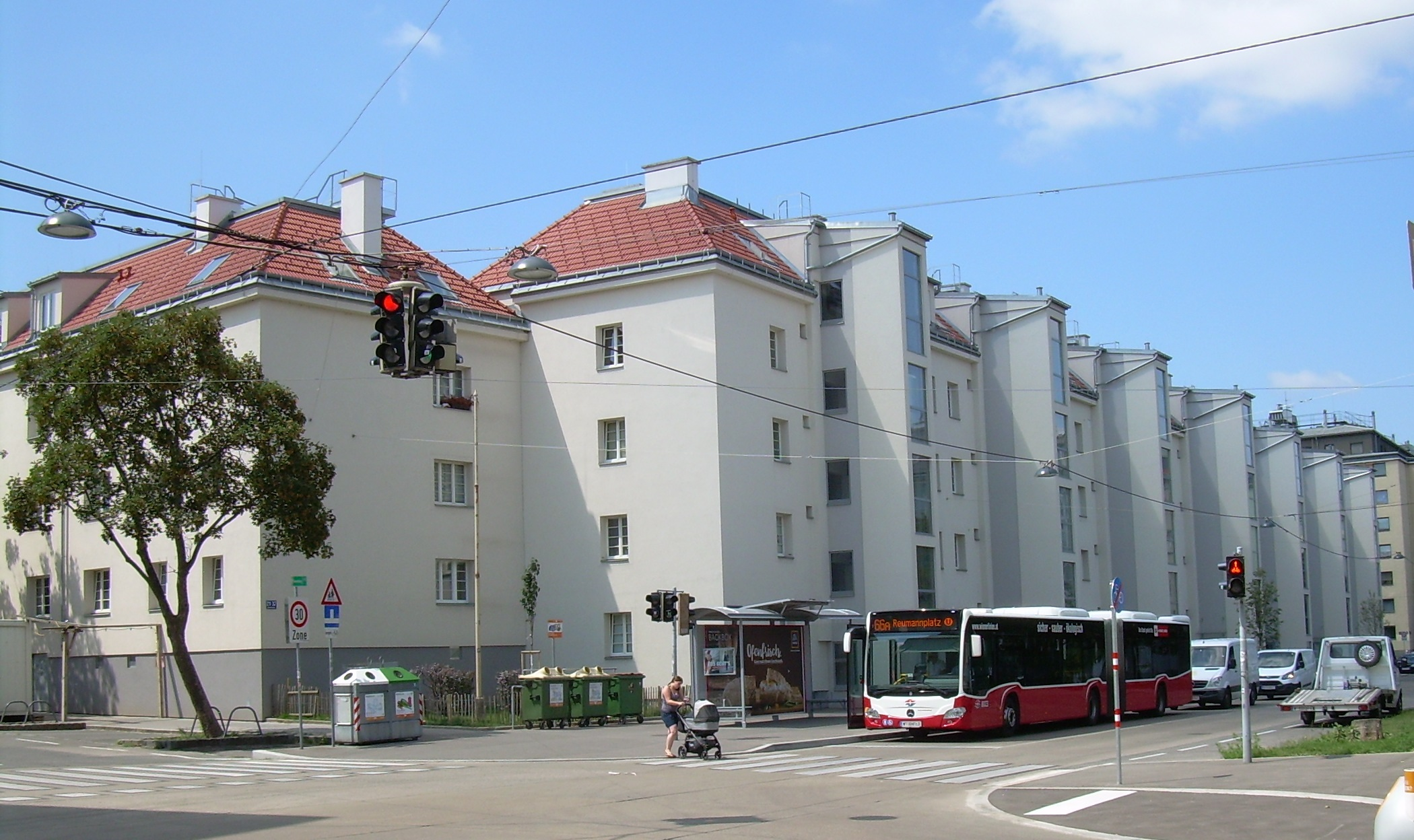
Nach der Renovierung 2018 (vorne Gelenkbus 66A der Wiener Linien)

## Sanierung
Die notwendig gewordene Sanierung der Anlage im Zeitraum von 2014 bis 2018 umfasste den Ausbau des Dachgeschoßes – früher Waschküchen und Trockenböden – zu Top-Wohnungen über jeweils zwei Stiegen, den Anbau von Liften an der Außenfront für jede Stiege sowie die Wärmedämmung der Fassade und Neugestaltung des Daches.